# Anniina Ahtosalo
Anniina Ahtosalo, née le 27 août 2003 à Tuusula, est une cycliste professionnelle finlandaise.

## Biographie

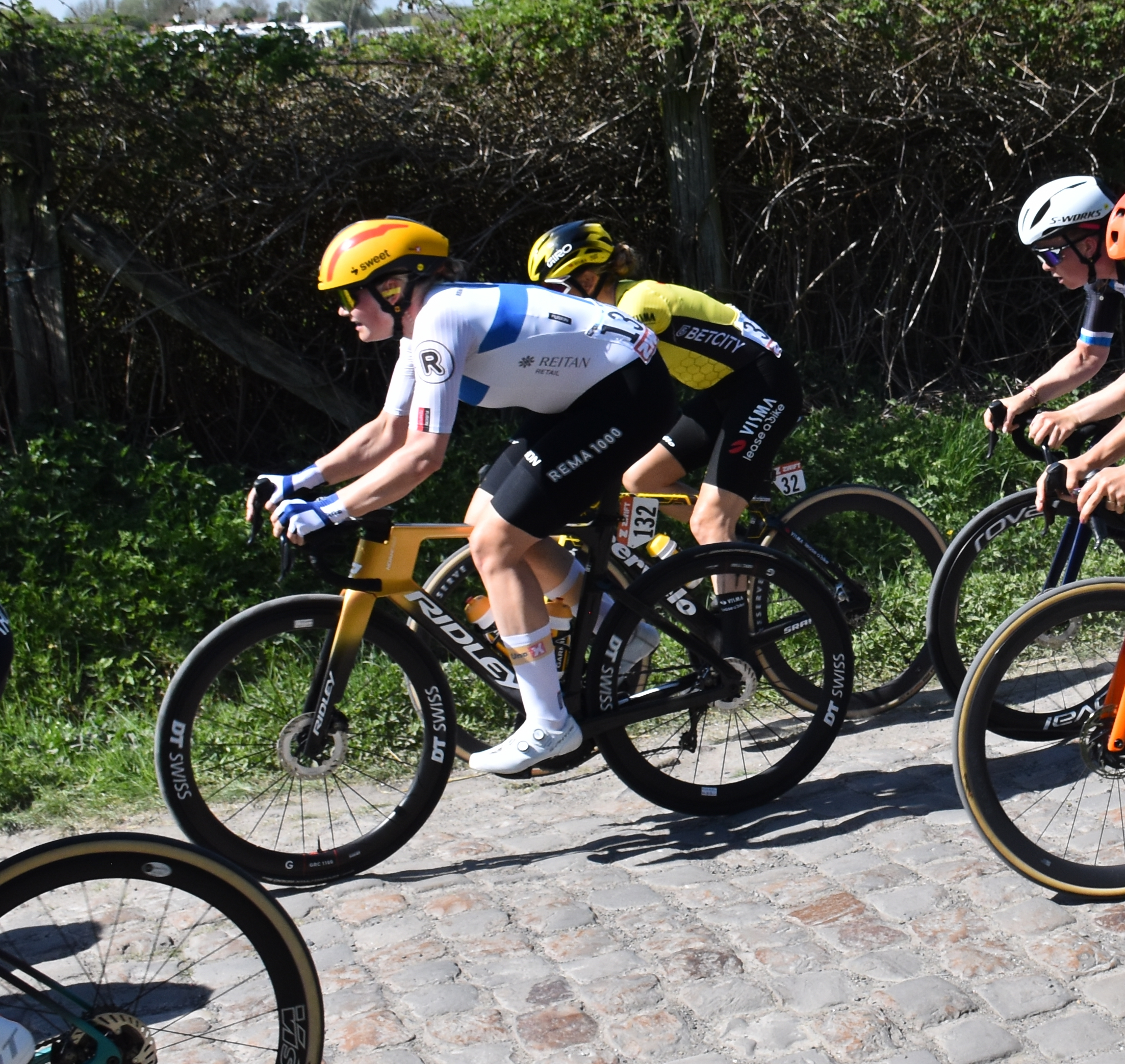
Annina Ahlosalo #132 - Paris-Roubaix 2025

Dans sa jeunesse, Anniina Ahtosalo pratique plusieurs disciplines sportives, notamment le ski de fond et le cyclisme. Talent précoce, elle intègre dès ses 14 ans des courses réservées aux juniors (16-18 ans). Elle est ainsi championne de Finlande junior, sur la course en ligne et le contre-la-montre, dès 2018. Des titres qu'elle conserve chaque année, jusqu'en 2021. 
Pour sa dernière année junior, en 2021, elle s'impose lors du piccolo Trofeo Binda dans le cadre de la coupe des nations.
Elle s'engage alors avec l'équipe Uno-X, nouvelle créée, pour la saison 2022. Elle participe ainsi à ses premières courses World Tour, et son premier Grand Tour, le tour d'Italie 2023.
En 2022 et 2023, elle est désignée cycliste finlandaise de l'année,.
À l'issue de la saison 2023, elle est la coureuse la mieux classée d'Uno-X au classement mondial. Elle prolonge alors son contrat jusqu'en 2027.
En mai 2024, elle remporte le Trofee Maarten Wynants, sa première victoire professionnelle hors championnats. Elle représente ensuite son pays lors des Jeux olympiques de Paris 2024.

## Palmarès sur route

### Par années

#### Junior
- 2018
  -  Championne de Finlande sur route juniors
  -  Championne de Finlande du contre-la-montre juniors
- 2019
  -  Championne de Finlande sur route juniors
  -  Championne de Finlande du contre-la-montre juniors
- 2020
  -  Championne de Finlande sur route juniors
  -  Championne de Finlande du contre-la-montre juniors
  - 3e du Watersley Ladies Challenge juniors
- 2021
  -  Championne de Finlande sur route juniors
  -  Championne de Finlande du contre-la-montre juniors
  - Piccolo Trofeo Alfredo Binda
  - 5e du championnat d'Europe du contre-la-montre juniors
  - 6e du championnat d'Europe sur route juniors
  - 10e du championnat du monde du contre-la-montre juniors

#### Senior
- 2022
  -  Championne de Finlande sur route
  -  Championne de Finlande du contre-la-montre
  - 3e de Binche-Chimay-Binche
  - 6e de la Vuelta CV Feminas
- 2023
  -  Championne de Finlande sur route
  -  Championne de Finlande du contre-la-montre
  -  Médaillée de bronze du championnat d'Europe du contre-la-montre espoirs
  - 3e du Ronde de Mouscron
  - 3e de Binche-Chimay-Binche
  - 4e du championnat du monde du contre-la-montre espoirs
  - 8e du Tour du Guangxi
  - 10e du Tour de l'île de Chongming
- 2024
  -  Championne d'Europe du contre-la-montre espoirs
  -  Championne de Finlande sur route
  -  Championne de Finlande du contre-la-montre
  - Trofee Maarten Wynants
  - 2e du Samyn des Dames
  - 2e du Ronde de Mouscron
  - 2e du Grand Prix Eco-Struct
  - 2e du Diamond Tour
  - 3e de Binche-Chimay-Binche
  - 5e du championnat du monde du contre-la-montre espoirs
  - 8e de la Classic Bruges-La Panne
- 2025
  -  Championne de Finlande sur route
  -  Championne de Finlande du contre-la-montre

### Résultats sur les grands tours

#### Tour d'Italie
2 participations
- 2023 : 124e
- 2025 : 110e

#### Tour de France
1 participation
- 2024 : 76e

### Classements mondiaux
| Année                                 | 2022 | 2023 | 2024 |
| ------------------------------------- | ---- | ---- | ---- |
| Classement UCI                        | 166e | 58e  | 41e  |
| UCI World Tour                        | nc   | 85e  | 91e  |
|                                       |      |      |      |
| Légende : nc = non classéSource : UCI |      |      |      |

## Palmarès en cyclo-cross
- 2019-2020
  - 3e du championnat de Finlande de cyclo-cross
- 2020-2021
  -  Championne de Finlande de cyclo-cross
- 2022-2023
  -  Championne de Finlande de cyclo-cross